# Mercato europeo comune

I 31 Paesi appartenenti al Mercato unico europeo. In blu scuro i membri dell'Unione europea; in viola quelli dell'AELS (la Svizzera ha però scelto di non aderire direttamente allo Spazio Economico Europeo, ma con singoli accordi bilaterali)

Il mercato europeo comune (MEC) si riferisce al mercato unico dell'Unione europea (e, prima, della Comunità economica europea, CEE), la cui creazione era uno degli obiettivi fondamentali del trattato di Roma che istituì la CEE. L'espressione veniva inoltre spesso utilizzata come sinonimo di CEE.

## Descrizione
Il trattato di Roma – firmato il 25 marzo 1957 ed entrato in vigore il 1º gennaio 1958 – fissava un periodo transitorio di dodici anni (conclusosi il 31 dicembre 1969) entro cui si sarebbe dovuto realizzare il mercato unico, vale a dire la libera circolazione di merci, servizi, persone e capitali su tutto il territorio dei sei Paesi aderenti (Francia, Germania Ovest, Italia, Paesi Bassi, Belgio e Lussemburgo). Nel 1986 l'Atto unico europeo permise di conseguire l'attuazione delle prime tre libertà fondamentali, vale a dire la libera circolazione dei lavoratori, delle merci e dei capitali, mentre lasciava ancora irrisolti una serie di problematiche di ordine pratico relative alla libera circolazione dei servizi. 
L'obiettivo di un unico mercato europeo comune è stato costantemente menzionato dai principali documenti successivi: Trattato di Maastricht (1992), Trattato di Amsterdam (1999), Trattato sul funzionamento dell'Unione europea (2007) e Trattato di Lisbona (2009).
Dopo il fallimento di progetti di integrazione di più ampio respiro (come la CED), si scelse di procedere, in ottica funzionalista, con l'integrazione nel settore economico, meno soggetto alle resistenze dei governi nazionali. L'istituzione della CEE e, conseguentemente, del mercato unico si orientano in questo senso. La creazione del mercato interno e la garanzia del suo funzionamento è stata nuovamente ribadita dal trattato di Lisbona del 2007.
Il mercato comune si basa su quattro libertà non scindibili per averne accesso:
- libera circolazione delle persone (Accordi di Schengen);
- libera circolazione dei servizi;
- libera circolazione delle merci (es. senza dazi doganali interni);
- libera circolazione dei capitali.

Sulla disciplina della concorrenza e sulla limitazione degli aiuti statali alle imprese.
Con esso si è voluto creare uno spazio economico unificato, con condizioni di libera concorrenza tra le imprese e permettendo di ravvicinare le condizioni di scambio dei prodotti e dei servizi.
Nonostante l'eliminazione delle barriere tariffarie, avvenute in Europa già negli anni sessanta, negli anni ottanta la circolazione delle merci era ancora in parte rallentata e ostacolata dalla presenza di barriere e vincoli di tipo non tariffario. Con il termine "costo della non Europa" ci si riferiva proprio alla perdita di benessere sociale determinata dalla mancata eliminazione di tali vincoli.
La presenza di barriere non tariffarie era legata alla persistenza, nei diversi Stati membri, di norme tecniche diverse, alla presenza di normative differenziate che riguardavano i trasporti e le regolamentazioni dei mercati di capitali, alla scarsa trasparenza delle procedure per gli appalti pubblici, che segmentavano la domanda gestita dagli Stati su base nazionale, e da altri ostacoli di carattere amministrativo e doganale.

### Altri aderenti: AELS e accordi bilaterali singoli
Aderiscono al mercato europeo comune, oltre ai membri dell'Unione europea, anche i membri dell'AELS (la Svizzera, l'Islanda, la Norvegia e il Liechtenstein). Gli ultimi tre paesi hanno sottoscritto l'accordo per lo Spazio economico europeo e partecipano al mercato unico tramite questo, mentre la Svizzera è la controparte di uno specifico trattato bilaterale di libero scambio contratto con l'Unione europea. Inoltre, Andorra, Monaco, San Marino e la Turchia sono singolarmente membri dell'Unione doganale dell'Unione europea mediante altrettanti patti bilaterali.
Il Regno Unito era presente nel mercato europeo comune, come membro dell'Unione europea, fino alla sua uscita effettiva avvenuta il 1º gennaio 2021 come conseguenza della Brexit, lasciando però la sola Irlanda del Nord al suo interno per mantenere aperto il confine con la Repubblica d'Irlanda.